# Garrulax maesi
Charlatão-cinzento ou zaragateiro-cinzento (Garrulax maesi) é uma espécie de ave da família Timaliidae.
Pode ser encontrada nos seguintes países: China, Laos e Vietname.
Os seus habitats naturais são: florestas subtropicais ou tropicais húmidas de baixa altitude e regiões subtropicais ou tropicais húmidas de alta altitude.